# Järeda församling
Järeda församling är en församling i Linköpings stift inom Svenska kyrkan. Församlingen ingår i Aspelands pastorat och ligger i Hultsfreds kommun i Kalmar län.

## Administrativ historik
Församlingen har medeltida ursprung och utgjorde under 1300-talet ett eget pastorat för att sedan till 2014 vara annexförsamling i pastoratet Virserum och Järeda. Från 2014 ingår församlingen i Aspelands pastorat.

## Kyrkor
- Järeda kyrka